# Премия журнала Empire (2016)
21-я церемония вручения наград премии «Империя» за заслуги в области кинематографа за 2015 год состоялась 20 марта 2016 года в Лондоне (Великобритания). Лауреаты были определены по итогам голосования аудиторией журнала Empire. Мастером церемонии выступил комедийный актёр Дэвид Уолльямс.
Шорт-лист номинантов в 22-х категориях был опубликован 18 февраля 2016 года. В этом году были добавлены одиннадцать (11) новых категорий, включая по одной телевизионной и игровой номинации: «Лучший анимационный фильм», «Лучший документальный фильм», «Лучший короткометражный фильм», «Лучший сценарий», «Лучший саундтрек», «Лучшая работа художника-постановщика», «Лучший дизайн костюмов», «Лучший грим и причёски», «Лучшие визуальные эффекты», «Лучший телесериал» и «Лучшая компьютерная игра».

## Список лауреатов и номинантов
Количество номинаций:
- 10: «Безумный Макс: Дорога ярости»
- 9: «Звёздные войны: Пробуждение силы»
- 6: «Марсианин»
- 5: «Выживший»
- 4: «Багровый пик»
- 3: «Омерзительная восьмёрка» / «Я, Эрл и умирающая девушка» / «Голодные игры: Сойка-пересмешница. Часть 2» / «Убийца»
- 2: «Легенда» / «Макбет» / «007: Спектр» / «Человек-муравей» / «Девушка без комплексов» / «Головоломка» / «Оно» / «Мир юрского периода» / «Миссия невыполнима: Племя изгоев» / «Стив Джобс» / «Крид: Наследие Рокки» / «Комната» / «Девушка из Дании» / «Голос улиц»

 • Лауреаты выделены отдельным цветом. 
| Категории                                                     | Лауреаты и номинанты                                                                                        |
| ------------------------------------------------------------- | --- |
| Лучший фильм                                                  | • Выживший / The Revenant                                                                                   |
| Лучший фильм                                                  | • Омерзительная восьмёрка / The Hateful Eight                                                               |
| Лучший фильм                                                  | • Безумный Макс: Дорога ярости / Mad Max: Fury Road                                                         |
| Лучший фильм                                                  | • Марсианин / The Martian                                                                                   |
| Лучший фильм                                                  | • Звёздные войны: Пробуждение силы / Star Wars: The Force Awakens                                           |
| Лучший британский фильм                                       | • 007: Спектр / Spectre                                                                                     |
| Лучший британский фильм                                       | • 45 лет / 45 Years                                                                                         |
| Лучший британский фильм                                       | • Легенда / Legend                                                                                          |
| Лучший британский фильм                                       | • Макбет / Macbeth                                                                                          |
| Лучший британский фильм                                       | • Суфражистка / Suffragette                                                                                 |
| Лучшая комедия                                                | • Шпион / Spy                                                                                               |
| Лучшая комедия                                                | • Человек-муравей / Ant-Man                                                                                 |
| Лучшая комедия                                                | • Я, Эрл и умирающая девушка / Me and Earl and the Dying Girl                                               |
| Лучшая комедия                                                | • Девушка без комплексов / Trainwreck                                                                       |
| Лучшая комедия                                                | • Головоломка / Inside Out                                                                                  |
| Лучший фильм ужасов                                           | • Из тьмы / The Hallow                                                                                      |
| Лучший фильм ужасов                                           | • Багровый пик / Crimson Peak                                                                               |
| Лучший фильм ужасов                                           | • Астрал: Глава 3 / Insidious: Chapter 3                                                                    |
| Лучший фильм ужасов                                           | • Оно / It Follows                                                                                          |
| Лучший фильм ужасов                                           | • Крампус / Krampus                                                                                         |
| Лучший научно-фантастический фильм или фэнтези                | • Звёздные войны: Пробуждение силы / Star Wars: The Force Awakens                                           |
| Лучший научно-фантастический фильм или фэнтези                | • Голодные игры: Сойка-пересмешница. Часть 2 / The Hunger Games: Mockingjay — Part 2                        |
| Лучший научно-фантастический фильм или фэнтези                | • Мир юрского периода / Jurassic World                                                                      |
| Лучший научно-фантастический фильм или фэнтези                | • Безумный Макс: Дорога ярости / Mad Max: Fury Road                                                         |
| Лучший научно-фантастический фильм или фэнтези                | • Марсианин / The Martian                                                                                   |
| Лучший триллер                                                | • 007: Спектр / Spectre                                                                                     |
| Лучший триллер                                                | • Шпионский мост / Bridge of Spies                                                                          |
| Лучший триллер                                                | • Подарок / The Gift                                                                                        |
| Лучший триллер                                                | • Миссия невыполнима: Племя изгоев / Mission: Impossible — Rogue Nation                                     |
| Лучший триллер                                                | • Убийца / Sicario                                                                                          |
| Лучший анимационный фильм                                     | • Головоломка / Inside Out                                                                                  |
| Лучший анимационный фильм                                     | • Миньоны / Minions                                                                                         |
| Лучший анимационный фильм                                     | • Барашек Шон / Shaun the Sheep Movie                                                                       |
| Лучший анимационный фильм                                     | • Песнь моря / Song of the Sea                                                                              |
| Лучший анимационный фильм                                     | • Сказание о принцессе Кагуя / かぐや姫の物語 (Kaguyahime no monogatari)                                    |
| Лучший документальный фильм (Best Documentary)                | • Эми / Amy                                                                                                 |
| Лучший документальный фильм (Best Documentary)                | • Наваждение / Going Clear: Scientology and the Prison of Belief                                            |
| Лучший документальный фильм (Best Documentary)                | • Он назвал меня Малала / He Named Me Malala                                                                |
| Лучший документальный фильм (Best Documentary)                | • Тайны миллиардера / The Jinx: The Life And Deaths Of Robert Durst                                         |
| Лучший документальный фильм (Best Documentary)                | • Создавая убийцу / Making a Murderer                                                                       |
| Лучший короткометражный фильм (Best Short Film)               | • Мир будущего / World of Tomorrow                                                                          |
| Лучший короткометражный фильм (Best Short Film)               | • Кунг Фьюри / Kung Fury                                                                                    |
| Лучший короткометражный фильм (Best Short Film)               | • Лава / Lava                                                                                               |
| Лучший короткометражный фильм (Best Short Film)               | • Санджай и его команда / Sanjay’s Super Team                                                               |
| Лучший короткометражный фильм (Best Short Film)               | • Заика / Stutterer                                                                                         |
| Лучший актёр                                                  | • Мэтт Деймон — «Марсианин» (за роль Марка Уотни)                                                           |
| Лучший актёр                                                  | • Леонардо Ди Каприо — «Выживший» (за роль Хью Гласса)                                                      |
| Лучший актёр                                                  | • Майкл Фассбендер — «Макбет» и «Стив Джобс»                                                                |
| Лучший актёр                                                  | • Том Харди — «Легенда» (Рональд Крэй / Реджинальд Крэй) и «Безумный Макс: Дорога ярости» (Макс Рокатански) |
| Лучший актёр                                                  | • Майкл Б. Джордан — «Крид: Наследие Рокки» (за роль Адониса Джонсона)                                      |
| Лучшая актриса                                                | • Алисия Викандер — «Девушка из Дании» (за роль Герды Вегенер)                                              |
| Лучшая актриса                                                | • Эмили Блант — «Убийца» (за роль Кейт Мэйсер)                                                              |
| Лучшая актриса                                                | • Бри Ларсон — «Комната» (за роль Джой «Ма» Ньюман)                                                         |
| Лучшая актриса                                                | • Дженнифер Лоуренс — «Голодные игры: Сойка-пересмешница. Часть 2» (за роль Китнисс Эвердин)                |
| Лучшая актриса                                                | • Шарлиз Терон — «Безумный Макс: Дорога ярости» (за роль Фуриосы)                                           |
| Мужской дебют                                                 | • Джон Бойега — «Звёздные войны: Пробуждение силы»                                                          |
| Мужской дебют                                                 | • Абрахам Атта — «Безродные звери»                                                                          |
| Мужской дебют                                                 | • Томас Манн — «Я, Эрл и умирающая девушка»                                                                 |
| Мужской дебют                                                 | • Джейсон Митчелл — «Голос улиц»                                                                            |
| Мужской дебют                                                 | • Джейкоб Трамбле — «Комната»                                                                               |
| Женский дебют                                                 | • Дейзи Ридли — «Звёздные войны: Пробуждение силы»                                                          |
| Женский дебют                                                 | • Оливия Кук — «Я, Эрл и умирающая девушка»                                                                 |
| Женский дебют                                                 | • Ребекка Фергюсон — «Миссия невыполнима: Племя изгоев»                                                     |
| Женский дебют                                                 | • Майка Монро — «Оно»                                                                                       |
| Женский дебют                                                 | • Бел Паули — «Дневник девочки-подростка»                                                                   |
| Лучший режиссёр                                               | • Джей Джей Абрамс — «Звёздные войны: Пробуждение силы»                                                     |
| Лучший режиссёр                                               | • Райан Куглер — «Крид: Наследие Рокки»                                                                     |
| Лучший режиссёр                                               | • Алехандро Гонсалес Иньярриту — «Выживший»                                                                 |
| Лучший режиссёр                                               | • Джордж Миллер — «Безумный Макс: Дорога ярости»                                                            |
| Лучший режиссёр                                               | • Ридли Скотт — «Марсианин»                                                                                 |
| Лучший сценарий                                               | • Адам Маккей, Чарльз Рэндольф — «Игра на понижение»                                                        |
| Лучший сценарий                                               | • Квентин Тарантино — «Омерзительная восьмёрка»                                                             |
| Лучший сценарий                                               | • Томас Маккарти, Джош Сингер — «В центре внимания»                                                         |
| Лучший сценарий                                               | • Аарон Соркин — «Стив Джобс»                                                                               |
| Лучший сценарий                                               | • Эми Шумер — «Девушка без комплексов»                                                                      |
| Лучший саундтрек                                              | • «Безумный Макс: Дорога ярости»                                                                            |
| Лучший саундтрек                                              | • «Омерзительная восьмёрка»                                                                                 |
| Лучший саундтрек                                              | • «Марсианин»                                                                                               |
| Лучший саундтрек                                              | • «Убийца»                                                                                                  |
| Лучший саундтрек                                              | • «Голос улиц»                                                                                              |
| Лучшая работа художника-постановщика (Best Production Design) | • «Безумный Макс: Дорога ярости»                                                                            |
| Лучшая работа художника-постановщика (Best Production Design) | • «Багровый пик»                                                                                            |
| Лучшая работа художника-постановщика (Best Production Design) | • «Голодные игры: Сойка-пересмешница. Часть 2»                                                              |
| Лучшая работа художника-постановщика (Best Production Design) | • «Марсианин»                                                                                               |
| Лучшая работа художника-постановщика (Best Production Design) | • «Звёздные войны: Пробуждение силы»                                                                        |
| Лучший дизайн костюмов                                        | • «Безумный Макс: Дорога ярости»                                                                            |
| Лучший дизайн костюмов                                        | • «Кэрол»                                                                                                   |
| Лучший дизайн костюмов                                        | • «Золушка»                                                                                                 |
| Лучший дизайн костюмов                                        | • «Багровый пик»                                                                                            |
| Лучший дизайн костюмов                                        | • «Звёздные войны: Пробуждение силы»                                                                        |
| Лучший грим и причёски                                        | • «Безумный Макс: Дорога ярости»                                                                            |
| Лучший грим и причёски                                        | • «Багровый пик»                                                                                            |
| Лучший грим и причёски                                        | • «Девушка из Дании»                                                                                        |
| Лучший грим и причёски                                        | • «Выживший»                                                                                                |
| Лучший грим и причёски                                        | • «Звёздные войны: Пробуждение силы»                                                                        |
| Лучшие визуальные эффекты                                     | • «Звёздные войны: Пробуждение силы»                                                                        |
| Лучшие визуальные эффекты                                     | • «Человек-муравей»                                                                                         |
| Лучшие визуальные эффекты                                     | • «Мир юрского периода»                                                                                     |
| Лучшие визуальные эффекты                                     | • «Безумный Макс: Дорога ярости»                                                                            |
| Лучшие визуальные эффекты                                     | • «Выживший»                                                                                                |
| Лучший телесериал (Best TV Series)                            | • Это — Англия. Год 1990 / This Is England '90                                                              |
| Лучший телесериал (Best TV Series)                            | • Сорвиголова / Marvel’s Daredevil                                                                          |
| Лучший телесериал (Best TV Series)                            | • Фарго / Fargo                                                                                             |
| Лучший телесериал (Best TV Series)                            | • Игра престолов / Game of Thrones                                                                          |
| Лучший телесериал (Best TV Series)                            | • Джессика Джонс / Marvel’s Jessica Jones                                                                   |
| Лучшая компьютерная игра (Best Game)                          | • Batman: Arkham Knight                                                                                     |
| Лучшая компьютерная игра (Best Game)                          | • Bloodborne                                                                                                |
| Лучшая компьютерная игра (Best Game)                          | • Fallout 4                                                                                                 |
| Лучшая компьютерная игра (Best Game)                          | • Metal Gear Solid V: The Phantom Pain                                                                      |
| Лучшая компьютерная игра (Best Game)                          | • Ведьмак 3: Дикая Охота / Wiedźmin 3: Dziki Gon                                                            |
| Вдохновение премии «Империя»                                  | • Пэдди Консидайн                                                                                           |
| Empire Legend                                                 | • Алан Рикман (посмертно)                                                                                   |
| Герой премии «Империя»                                        | • Стэнли Туччи                                                                                              |